# زاد المعاد (المجلسي)
زاد المعاد هو كتاب شيعي باللغة الفارسية تأليف محمد باقر المجلسي فرغ منه سنة 1107 هـ وهو في سني عمره الأخيرة. يتضمّن الكتاب مجموعة من الأدعية والزيارات والأعمال المستحبة عند الشيعة للأيام والأسابيع والشهور مع نبذة مختصرة عن بعض الأحكام الشرعية. ويتحد الكتاب عنواناً مع كتاب «زاد المعاد في هدي خير العباد» لابن القيم.

## الهدف من تأليف الكتاب
أشار المجلسي في مقدمة الكتاب إلى الغاية من وراء تدوين الكتاب، قائلا:
«وقد نًقل عن الرسول الكريم وأئمة الهدى (صلوات الله عليهم اجمعين) أدعية وأعمال كثيرة مشحونة بها كتب الادعية،... ولما كان تحصيلها والعمل بها ليس ميسّراً لأغلب الناس؛ بسبب انشغالهم بأنواع المشاغل الدنيوية وغيرها، أحببت أن أورد في هذه الرسالة منتخباً من أعمال السنة وكذلك فضائل الأيام والليالي الشريفة وأعمالها المنقولة بأسانيد صحيحة ومعتبرة بحيث لا يُحرم من بركاتها عامة الناس .»
وبعد الإسهاب في التعريف بالحاكم آنذاك، ذكر أنه كتب هذا الكتاب باسم السلطان شاه حسين الموسوي الصفوي.

## هيكلية الكتاب
الكتاب مرتب على أربعة عشر باباً (49 فصلا) وخاتمة. أبوابه التسعة الأولى في أعمال الأشهر القمرية وفضائلها وما فيها من أدعية. حيث يبدأ كل شهر ببيان ما له من الفضل ثم يتناول ما فيه من أدعية وأذكار ابتداءً من أول ليلة فيه.
وفي الباب العاشر تناول الأعمال المشتركة بين الشهور، من قبيل دعاء رؤية الهلال.
في الباب الحادي عشر تناول زيارات المعصومين والتي لم يتطرق لذكرها في الأبواب الأولى.
وفي الباب الثاني عشر تناول الصلوات الواجبة والصلوات المستحبة التي لا تختص بوقت معين، والأعمال المتعلقة بالأشهر غير العربية.
وفي الباب الثالث عشر تطرّق لأحكام الأموات وآداب الاحتضار وغسل الميت والدفن.
وفي الباب الرابع عشر ذكر خلاصة أحكام الزكاة والخمس والاعتكاف.
وفي الخاتمة تناول أحكام الكفارات.
وهذا فهرس أبواب الكتاب:
- الباب الأول: فضائل شهر رجب
- الباب الثاني: فضائل وأعمال شهر شعبان
- الباب الثالث: في فضيلة شهر رمضان
- الباب الرابع: في أعمال شهر شوال وشهر ذي القعدة
- الباب الخامس: في بيان فضائل شهر ذي الحجة
- الباب السادس: في بيان أعمال شهر محرم
- الباب السابع: أعمال شهر صفر
- باب الثامن: أعمال شهر ربيع الأول
- الباب التاسع: أعمال شهر ربيع الثاني وشهر جمادى الأولى وجمادى الآخرة
- الباب العاشر: في أعمال كل شهر
- الباب الحادي عشر: في بيان زيارات رسول الله وأهل البيت
- الباب الثاني عشر: في أقسام الصلاة
- الباب الثالث عشر: في بيان أحكام الأموات
- الباب الرابع عشر: في أحكام الزكاة والخمس والاعتكاف
- الخاتمة: في الكفارات

## الترجمة والنشر
حظي الكتاب باستقبال واسع، وقد طبع في الكثير من البلدان وذلك قبل صدور كتاب مفاتيح الجنان وانتشاره. والجدير بالذكر أن حجم زاد المعاد يبلغ نصف كتاب المفاتيح. وقد تصدى السيد حسن الموسوي لترجمة الأدعية إلى اللغة الفارسية. فيما تصدت مؤسسة الأعلمي للمطبوعات لتعريب الكتاب ونشره.

## وصلات خارجية
- تحميل الكتاب